# ナイトドラゴン
『ナイトドラゴン』は、1990年11月にSANKYOが発売した、センター役物の中央に盾を持ったナイトが配置されているパチンコ機のシリーズ名。
『ナイトドラゴンⅦ』と『ナイトドラゴンGP』の2機種がある。

## 概要
貯留型の羽根モノタイプ。役物中央のナイトは右手に剣を持ち、左手に盾を持っている。このナイトは両足を交互に上下させると同時に盾を左右に動かすので、玉が拾われるタイミングによっては左右に振り分けられることがある。Ⅶは1990年発売の旧要件機であるのに対して、GPは1991年に発売された新要件機である。そのため大当たり最高継続ラウンドが異なる。役物の仕組みはそのまま引き継がれている。

## スペック
- ナイトドラゴンⅦ
  - 賞球数 ALL13
  - 大当たり最高継続 8R
  - 最大貯留 1個（7カウント）
- ナイトドラゴンGP
  - 賞球数 6&13
  - 大当たり最高継続 15R
  - 最大貯留 1個（7カウント）

## 演出
大当たり時に貯留される場所はVゾーンの真上である。役物内のナイトは、大当たり時に足元から玉を前方に向けて発射するようになり、発射された玉は高確率でVゾーンに向かう。貯留が解除されるタイミングは、7カウントもしくは、羽根開閉18回後である。解除後は確実にV入賞となるので、貯留されればパンクの心配はほとんどない。
完走必至のV上貯留型で、継続率は極めて高い。—『パチンコ必勝ガイドCLASSIC クラシック Vol.2』p107

## サウンドトラック
- 『The Pachinko Music from SANKYO Ⅱ』 キングレコード、1991年3月21日。KICA-1027。
  - BGMが収録されている。